# Volen Siderov
Volen Siderov (Jambol, 19 aprile 1956) è un politico bulgaro, leader del partito di estrema destra Unione Nazionale Attacco.
Distintosi per aver promosso una politica fortemente nazionalista, volta soprattutto a contrastare le minoranze etniche presenti nel Paese, si presentò alle elezioni presidenziali del 2006: giunse al ballottaggio con Georgi Părvanov, sostenuto dal Partito Socialista Bulgaro, ma venne sconfitto al secondo turno.